# Стонхам (Масачусетс)
Стонхам (енгл. Stoneham) насељено је место без административног статуса у америчкој савезној држави Масачусетс.

## Демографија
По попису из 2010. године број становника је 21.437, што је 782 (-3,5%) становника мање него 2000. године.
| Група             | 2000.          | 2010.          |
| Белци             | 20.875 (94,0%) | 19.404 (90,5%) |
| Афроамериканци    | 197 (0,9%)     | 379 (1,8%)     |
| Азијати           | 558 (2,5%)     | 727 (3,4%)     |
| Хиспаноамериканци | 397 (1,8%)     | 634 (3,0%)     |
| Укупно            | 22.219         | 21.437         |